# Килис (ил)
Килис (тур. Kilis) — ил на юго-востоке Турции.

## Административное деление

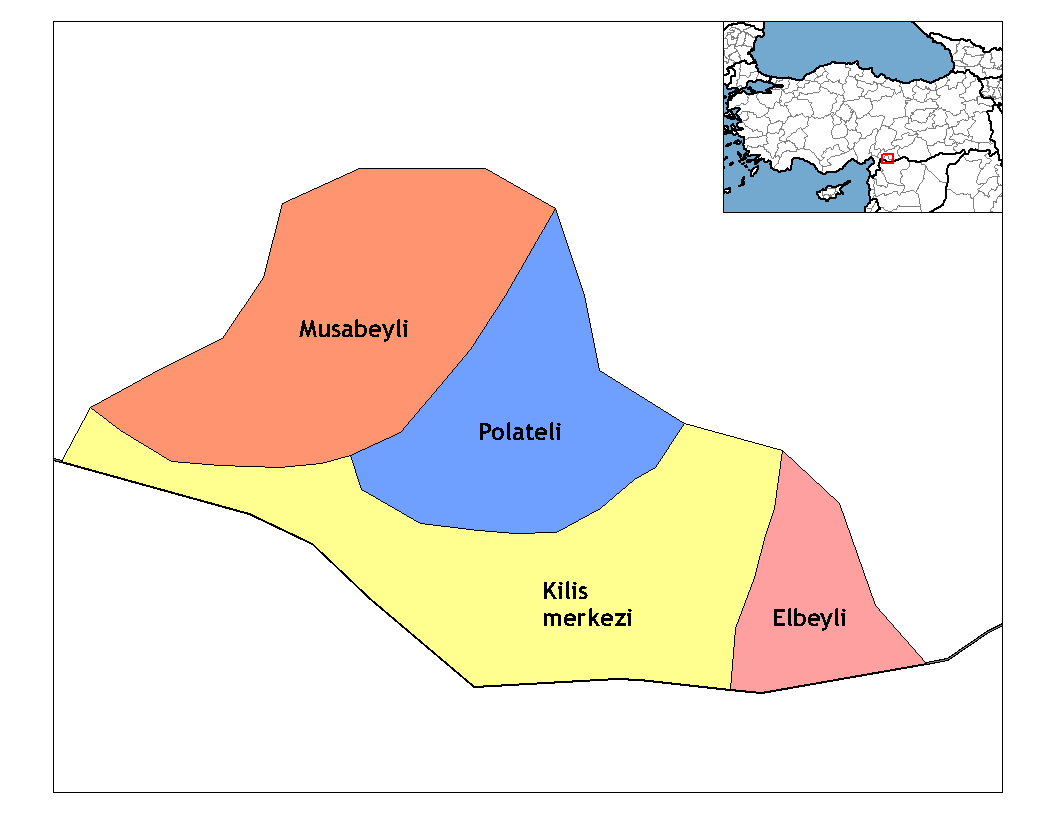

Ил Килис делится на 4 района:
1. Килис (Kilis)
2. Мусабейли (Musabeyli)
3. Полатели (Polateli)
4. Элбейли (Elbeyli)

## Население
Население ила составляет 114 724 жителей (по данным 2009 года), которое проживает на площади 1 239 квадратных километров.

## Экономика
2 августа 2025 года из с. Явузлу начата поставка азербайджанского газа в Сирию через трубопровод Килис – Алеппо. Планируется транзит 1,2 млрд м3 газа в год.